# شقره
شقره (به عربی: شقرة) یک منطقهٔ مسکونی در یمن است که در استان ابین واقع شده‌است.